# Mohawk Racetrack
Mohawk Racetrack, även kallad Woodbine Mohawk Park, är en travbana som ligger i staden Campbellville i Ontario i Kanada. Banan öppnades 1963 av Ontario Jockey Club, och idag arrangerar banan löp inom både trav och passgång. Banan ligger ca 30 km väster om Woodbine Racetrack, och idag ägs båda banorna av Woodbine Entertainment Group, som innan namnbytet hette Ontario Jockey Club.
Banan har även en kasinodel som drivs av Ontario Lottery and Gaming Corporation. En del av kasinots intäkter går till att öka prissumman i banans lopp. 

## Om banan
Banans längd var ursprungligen 5⁄8 mile, ca 1000 meter, men utökades 1998. Idag mäter banan 7⁄8 mile. ca 1400 meter, och banans upplopp mäter 333,7 meter. Kurvan in mot upploppet är vidare än kurvan mot bortre långsidan, detta för att hästarna ska kunna behålla mer fart in på upploppet.
Banunderlaget är krossad kalksten.

## Större lopp i urval
De flesta större loppen flyttades från Woodbine Racetrack under 2007. Dessa lopp är
- North America Cup, passgångslopp för 3-åriga hästar. Prissumman är 1 000 000 CAD, och därmed Kanadas mest penningstinna lopp. Mohawk Racetrack arrangerade loppet första gången 2007, då det vanns av hästen Tell All.
- Metro Pace, passgångslopp för 2-åriga hingstar och valacker. Det mest penningstinna loppet för 2-åringar.
- Canadian Trotting Classic, travlopp för 3-åriga hingstar och valacker
- She's A Great Lady Stakes, passgångslopp för 2-åriga ston
- Maple Leaf Trot, travlopp för 4-åringar och äldre
- Canadian Pacing Derby, passgångslopp för 4-åringar och äldre
- Fan Hanover Stakes, passgångslopp för 3-åriga ston
- Elegantimage Stakes, travlopplopp för 3-åriga ston
- Oakville Stakes, travlopplopp för 2-åriga ston
- William Wellwood Memorial Trot, travlopplopp för 2-åriga hingstar och valacker

Banan är även en av flera som anordnar travloppsserien Breeders Crown.